# ROAD TO WRESTLEMANIA 21 JAPAN TOUR

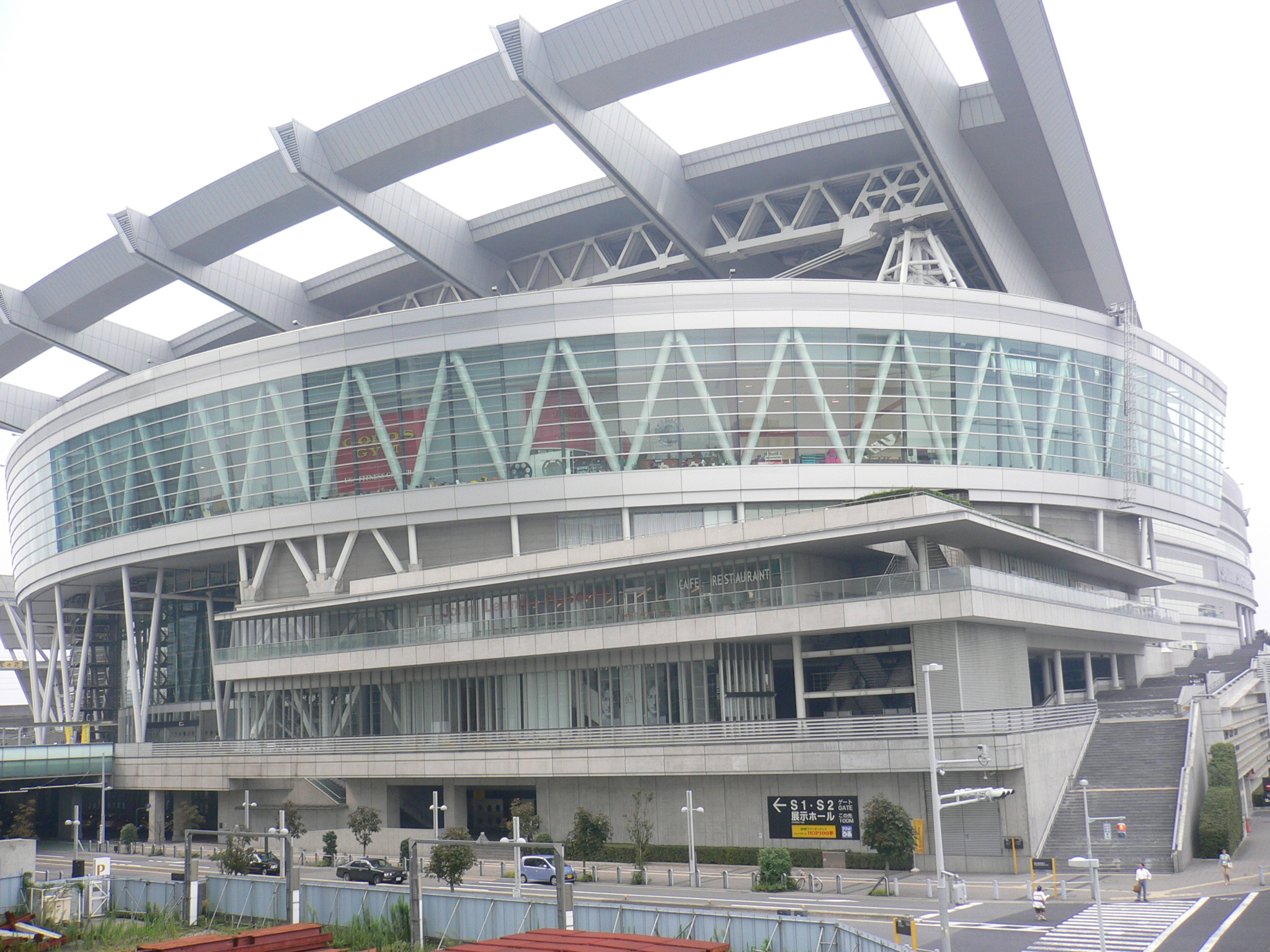
興行が開かれたさいたまスーパーアリーナ

ROAD TO WRESTLEMANIA 21 JAPAN TOURは、アメリカのプロレス団体WWEが主宰する、プロレス興行の名称。2005年2月4日（RAW）、2月5日（SmackDown!）にさいたまスーパーアリーナで開催された。

## 概要
北米大陸以外の地域ではイギリス・マンチェスター大会・オーストラリア大会に続く3カ国目、アジア地域では初のTVショー開催ということで注目を集め、2日間で3万5000人を動員。当時WWEに所属していたフナキ、タジリ、ケンゾー・スズキ、ヒロコの日本人レスラー4人や、若手時代に日本マットで経験を積んでいたエディ・ゲレロ、クリス・ベノワ、クリス・ジェリコ等も来日した。2002年以降、WWEは年2回のペースで日本公演を行っていたがその全てがハウス・ショーであり、今回6度目で日本でのTVショー公演が実現した。
選手の他、RAWでは、ゼネラルマネージャー（当時）のエリック・ビショフが開会宣言を行い、実況チームのジム・ロス&ジェリー・ローラーも花道横の実況ブースでこの大会を実況した。また、WWEオーナーのビンス・マクマホンも初来日を果たす予定であったが、日本公演直前に開催されたRoyal Rumble 2005のスキットで両足を負傷し手術を行った為来日を断念。副社長のシェイン・マクマホンが来日し挨拶を行った。
放送日は、米国本国では、RAWが2月7日、SmackDown!が2月8日に、日本のJ SPORTSでは、RAWが2月28日、SmackDown!が3月1日に放送され、フジテレビでは、先行番組として、「WWE新春スペシャル 芸能人WWEサポーターズ」が1月4日に、本放送として、「WWE-X テレビショー日本公演スペシャル」が3月1日に放送された。その後にWWEの虜になったファンの願いもあってかRAW・SmackDown!それぞれの放映分が2008年にDVDがリリースされた。

## 試合結果

### RAW
- 開催日 : 2005年2月4日
- 観客動員数 : 16,363人

#### Heat
- WWEインターコンチネンタル選手権試合 -WWE Intercontinental Championship-

○シェルトン・ベンジャミン（王者）（9分5秒、Ｔボーン・スープレックス→片エビ固め）バル・ビーナス（挑戦者）●
ベンジャミン、防衛成功。
- ○ジーン・スニツキー（3分37秒、パンプハンドルスラム→片エビ固め）ザ・ハリケーン●

- ○ケイン（7分18秒、チョークスラム3連発→体固め）ジーン・スニツキー●

- ○モハメド・ハッサン（5分2秒、キャメルクラッチ）ライノ●

#### RAW
- サブミッション・マッチ -Submission Match-

○クリス・ベノワ（9分38秒、クリップラー・クロスフェイス）クリス・ジェリコ●
- ○バティスタ（38秒、バティスタボム→片エビ固め）メイヴェン●

- 世界タッグ選手権試合 -World Tag Team Championship-

●ラ・レジスタンス（シルヴァン・グラニエ＆ロブ・コンウェイ）（王者）（4分35秒、バズソーキック→片エビ固め）TAJIRI＆ウィリアム・リーガル（挑戦者）○
ラ・レジスタンス防衛失敗、TAJIRI・リーガル組が新王者となる。
- ○ショーン・マイケルズ（10分17秒、スウィート・チン・ミュージック→片エビ固め）リック・フレアー●

- ○ランディ・オートン（5分10秒、スクールボーイ）タイソン・トムコ●

- 世界ヘビー級選手権試合 -World Heavyweight Championship-

○トリプルH（王者）（w/ リック・フレアー）（16分49秒、ペディグリー→片エビ固め）エッジ（挑戦者）●
トリプルH、防衛成功。

### スマックダウン
- 開催日 : 2005年2月5日
- 観客動員数 : 18,757人

#### ヴェロシティ
- ○ポール・ロンドン（13分45秒、450°スプラッシュ→片エビ固め）アキオ●

- ○ハードコア・ホーリー（4分15秒、アラバマスラム→片エビ固め）レネ・デュプリー●

- ○チャーリー・ハース（5分1秒、変形パワースラム→片エビ固め）スパイク・ダッドリー●

#### スマックダウン
- ○エディ・ゲレロ（4分17秒、フロッグスプラッシュ→片エビ固め）鈴木健想●

- WWEタッグ選手権試合 -WWE Tag-Team Championship-

バシャム・ブラザーズ（ダグ&ダニー（王者）（9分34秒、アンダーテイカー乱入により無効試合）マーク・ジンドラック&ルーサー・レインズ（挑戦者）
- WWE・クルーザー級選手権試合 -Cruiserweight Championship-

○フナキ（王者）（7分55秒、トルネードDDT→片エビ固め）チャボ・ゲレロ（挑戦者）●
フナキ、防衛成功。
- WWEヘビー級次期挑戦者決定トーナメント1回戦 第三試合

○ジョン・シナ（5分1秒、FU→片エビ固め）オーランド・ジョーダン●
- キモノマッチ（着物剥ぎ取りデスマッチ）

○トリー・ウィルソン（1分43秒、着物剥奪）ヒロコ●
- WWEヘビー級次期挑戦者決定トーナメント1回戦 第四試合

○カート・アングル（17分13秒、アンクルロック）レイ・ミステリオ●
- ダーク・マッチ

○ジ・アンダーテイカー（17分4秒、裏十字固め）ハイデンライク●